# XII kadencja austriackiej Rady Państwa

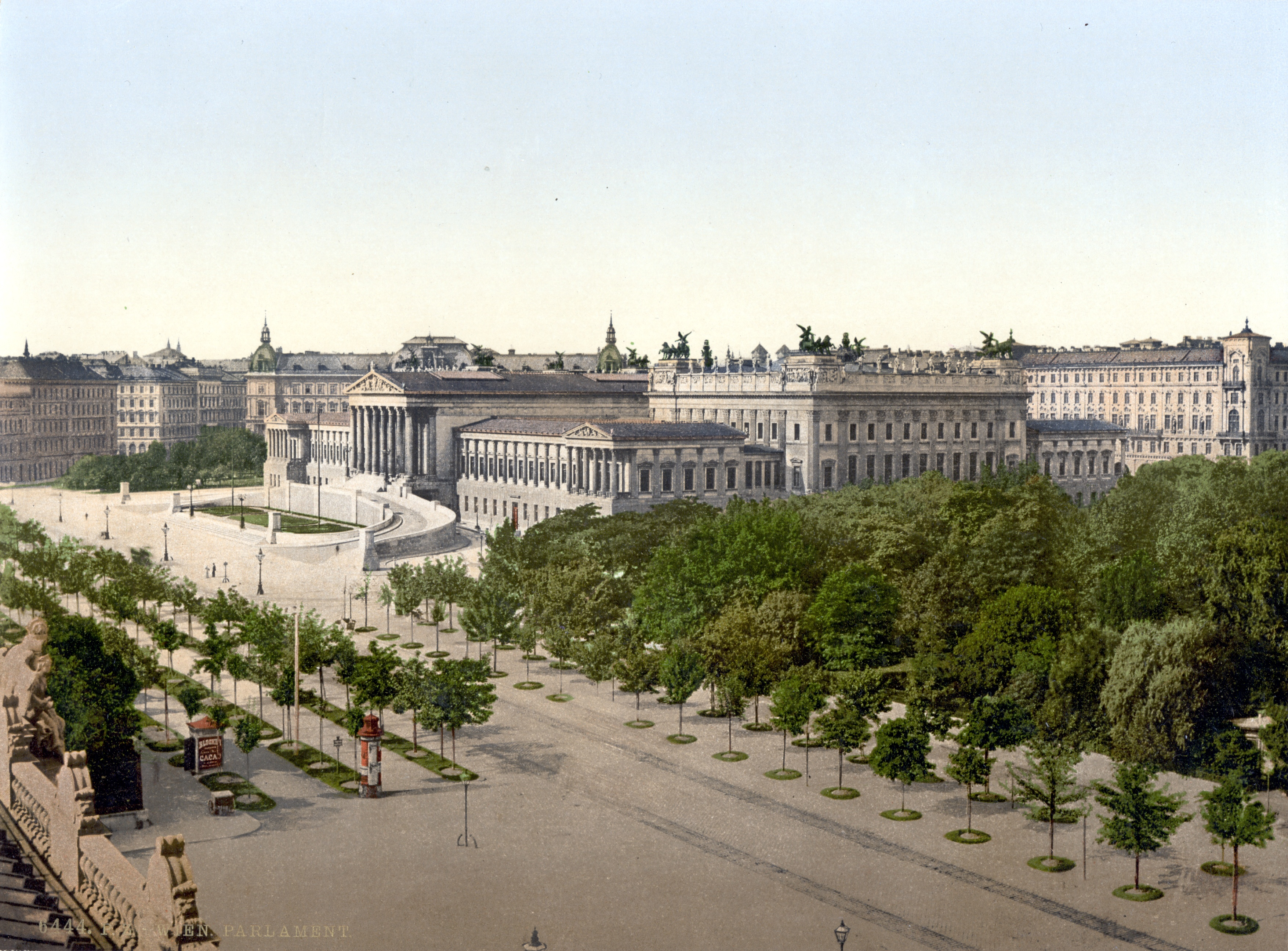

XII kadencja austriackiej Rady Państwa – dwunasta kadencja austriackiego parlamentu, Rady Państwa, odbywająca się w latach 1911–1918 w Wiedniu.
Odbyły się dwie sesje parlamentu:
- XXI sesja (17 lipca 1911 - 25 lipca 1914)
- XXII sesja (30 maja 1917 - 12 listopada 1918)